# Жупанка
Жупанка — река в Мильковском районе Камчатского края России. Является левым притоком реки Камчатка. В нижнем течении реки расположен одноимённый дачный посёлок. Впадает в реку Камчатка юго-восточнее села Мильково. Длина реки составляет 76 км, площадь водосборного бассейна — 386 км². В среднем течении от русла реки отходит левый рукав Мильковка.

## Флора и фауна
В верховьях реки преобладают низкорослые кустарники в основном из кедрового стланика. В среднем течении преобладает берёза белая камчатская, изредка ель аянская. В нижнем течении верба, местами ольха. В водах реки обитают голец, кунджа. На всём протяжении реки встречается камчатский бурый медведь, лиса, россомаха.

## Гидрологический режим
В период с декабря по март река замерзает. Период половодья отмечается с мая по июнь, иногда начало июля. Межень в августе-сентябре. В конце августа в нижнем течении местами пересыхает.